# Вайдинг (Кам)
Вайдинг (нем. Weiding) — община в Германии, в земле Бавария.
Подчиняется административному округу Верхний Пфальц. Входит в состав района Кам. Подчиняется управлению Вайдинг. Население составляет 2603 человека (на 31 декабря 2010 года). Занимает площадь 28,16 км².
Община подразделяется на 14 сельских округов.

## Население
По оценке на 31 декабря 2015 года население общины Вайдинг составляет 2456 чел. 

| Дата      | 1840 | 1871 | 1900 | 1925 | 1939 | 1950 | 1961 | 1970 | 1987 | 2011 |
| --------- | ---- | ---- | ---- | ---- | ---- | ---- | ---- | ---- | ---- | ---- |
| Население | 1145 | 1216 | 1298 | 1385 | 1254 | 1630 | 1422 | 1636 | 2060 | 2487 |

| Год       | 1960 | 1970 | 1980 | 1990 | 2000 | 2009 | 2010 | 2011 | 2012 | 2013 | 2014 | 2015 |
| --------- | ---- | ---- | ---- | ---- | ---- | ---- | ---- | ---- | ---- | ---- | ---- | ---- |
| Население | 1379 | 1644 | 1857 | 2253 | 2540 | 2613 | 2603 | 2475 | 2478 | 2472 | 2477 | 2456 |